# Anne-Mette Rasmussen
Anne-Mette Rasmussen (født 13. juli 1958 i Roskilde) var i kraft af sit ægteskab med tidligere statsminister Anders Fogh Rasmussen Danmarks statsministerfrue.
Parret blev gift i 1978 og har tre børn – Henrik (født 1979), Maria (født 1981) og Christina (født 1984).
Anne-Mette Rasmussen har en højere handelseksamen. Da parret var bosat i Skals nord for Viborg, arbejdede hun gennem 13 år som dagplejemor. I en alder af 40 år efteruddannede hun sig til pædagog, hvorefter hun arbejdede syv år i vuggestuen Børnehuset i Holte, mens de boede i Nærum. Hun stoppede som pædagog i 2009.
Hun gjorde sig i 2006 bemærket, da hun i Mette Vibe Utzons bog Førstedamer kritiserede de vilkår, som børn har på landets asylcentre. I 2007 begyndte hun at optræde i offentligheden uden sin mand og var således taler ved fejringen af det kinesiske nytår på Frederiksberg den 17. februar 2007 og hun er protektor for "Vi husker Darfur".
Hun var i 2008 med i 5. sæson af Vild med dans, hvor hun dansede med Thomas Evers Poulsen. Parret opnåede en 4. plads. Siden har hun medvirket i en del tv-programmer, blandt andet 4-Stjerners Middag og Helvedes Køkken.
I 2009 medvirkede Anne-Mette Rasmussen i samtalebogen Verdens bedste mor sammen med Anne Dorthe Tanderup og Pernille Aalund. Bogen er skrevet af Line Baun Danielsen og udkom på Forlaget Turbulenz.
1. april 2014 udkom debatbogen Midt i a ræs - ta' med i overskudsalderen, som hun har skrevet sammen med Gitte Hornshøj og Lene Rikke Bresson.